# أبرشية الجبيل المارونية الكاثوليكية
الأبرشية الكاثوليكية المارونية في جبيل هي أبرشية للكنيسة المارونية تخضع مباشرة لبطريرك أنطاكية الماروني في لبنان، مقرها الأبرشي هو مدينة جبيل، حيث تقع كاتدرائية القديس يوحنا مارك، في عام 2013 كان هناك 160,000 تعميد، يحكمها حاليًا الأبرش ميشال عون.

## المنطقة
تشمل الأبرشية بلدات قضاء وقرى جبيل ما عدا قهمز ولاسا والمزاريب والغابات وسرعيتا وافقا التابعة لنيابة جونيه من الابرشية البطريركية، وتمتد حدودها ما بين نهر إبراهيم وجسر المدفون، صعوداً حتى اعالي جبل المنيطرة وجرد العاقوره فجاج، وترتج وصولاً إلى ميفوق. ويحدّها جنوباً فتوح كسراون، وشمالاً قضاء البترون، وشرقاً الجبال المطلّة على البقاع.
تنقسم المنطقة إلى 68 أبرشية وفي عام 2013 كان هناك 160,000 كاثوليكي ماروني.

## التاريخ
أقيمت أبرشية جبيل في 12 يونيو 1673 وتم تأكيد تشييدها القانوني في المجمع الماروني لجبل لبنان عام 1736، وفي عام 1768 اتحدت مع أبرشية البترون، وفي عام 1848 أصبحت البطريرك الماروني لمقعد أنطاكية.
كانت ابرشية جبيل من سنة 1837 حتى 1990 نيابة بطريركية تابعة للابرشية البطريركية، وقد تولّى رعايتها النواب البطريركيون في تلك الحقبة، وكان من بينهم السيد البطريرك مار نصرالله بطرس صفير من سنة 1961 حتى 1986.
فصل مجمع اساقفة الكنيسة البطريركية المارونية نيابة «جبيل» عن الأبرشية البطريركية في حزيران 1990، وأعلنها أبرشية قائمة بذاتها وانتخب المطران بشاره الراعي أسقفاً لها الذي كان نائباً بطريركياً عاماً ومكلفاً بادارتها منذ شهر آب 1988، بعد وفاة المثلث الرحمة المطران عبدالله البارد ( 1986-1988).

## رئيس أساقفة الأبرشية
- جوزيف (ذكر في 12 يونيو 1673)
- جون أباكش (المذكور في 1694)
- يوسف (ذكر في 5 أكتوبر 1699)
- فيليب (المذكورة في 1736)

- مقر البطريرك (1848-1990)
- بشارة بطرس الراهي، (9 يونيو 1990 - 15 مارس 2011 أكدت بطريرك أنطاكية الماروني )
- ميشال عون (منذ 16 يونيو 2012)

## روابط خارجية
- http://www.catholic-hierarchy.org/diocese/djbma.html
- http://www.gcatholic.org/dioceses/diocese/jbei0.htm